# Tour della nazionale maschile di rugby a 15 del Giappone 1993

## 1993 - Argentina
Il Giappone si reca in tour in Argentina dove viene sconfitto (onorevolmente) due volte per 27-30 e 20-45.
| Cipolletti 8 maggio 1993 | Combinado Regional del Sur | 6 – 55 | Giappone XV | Marabunta RC |

| Paranà 11 maggio 1993 | Entre Rios | 38 – 42 | Giappone XV | Entre Rios |

| Arbitro: | G Gadjovich |

| |            | |
| Arbizu, Cuesta Silva Silvetti, Sporleder | mt         | Horikoshi, Kajihara |
| Cremaschi, Crexell | tr         | Hosokawa |
| Cremaschi 2 | c.p.       | Hosokawa 5 |
| 15.Guillermo del Castillo, 14.Martin Teran Nougues, 13.Pablo Cremaschi, 12.Diego Cuesta Silva, 11.Gustavo Jorge, 10.Lisandro Arbizu (cap.), 9.Rodrigo Crexell, 8.Sebastian Irazoqui, 7.Jose Santamarina, 6.Pablo Garreton, 5.Jose Simes, 4.Pedro Sporleder, 3.Patricio Noriega, 2.Diego Silvetti, 1.Roberto Grau - Sostituti: Martin Grau - Non entrati : Matias Roby, Horacio Herrera, Eduardo Garcia Hamilton, Guillermo Ugartemendia, Matias Corral, Ricardo le Fort | Formazioni | 15.Takahiro Hosokawa, 14.Terunori Masuho, 13.Hirohisa Kato, 12.Yukio Motoki, 11.Yoshihito Yoshida, 10.Katsuhiro Matsuo, 9.Masami Horikoshi, 8.Sinali-Tui Latu, 7.Hirofumi Ouchi, 6.Hiroyuki Kajihara, 5.Sam Kaleta, 4.Yoshihiko Sakuraba, 3.Kazuaki Takahashi, 2.Masahiro Kunda (cap.), 1.Osamu Ota - Non entrati : Yogi Nagatomo, Akira Yoshida, Tsutomu Matsuda, Kenichi Kimura,Eiji Hirotsu, Tomoya Haneda |

| Santiago del Estero 19 maggio 1993 | Combinado Regional del Norte | 28 – 92 | Giappone XV | Santiago TC |

| Arbitro: | George Gadjovich |

| |            | |
| Cremaschi, Cuesta Silva Arbizu, Camardon Roby | mt         | Masuho |
| Meson 4 | tr         | |
| Meson 4 | c.p.       | Hosokawa 5 |
| 15.Santiago Meson, 14.Martin Teran Nougues, 13.Pablo Cremaschi, 12.Diego Cuesta Silva, 11.Gustavo Jorge, 10.Lisandro Arbizu (cap.), 9.Gonzalo Camardón, 8.Guillermo Ugartemendia, 7.Jose Santamarina, 6.Pablo Garreton, 5.Jose Simes, 4.Pedro Sporleder, 3.Patricio Noriega, 2.Ricardo le Fort, 1.Matias Corral - Sostituti: Matias Roby - Non entrati : Guillermo del Castillo, Eduardo Garcia Hamilton, Sebastian Irazoqui, Roberto Grau, Diego Silvetti | Formazioni | 15.Takahiro Hosokawa, 14.Terunori Masuho, 12.Hirohisa Kato, 13.Yukio Motoki, 11.Yoshihito Yoshida, 10.Katsuhiro Matsuo, 9.Masami Horikoshi, 8.Sinali-Tui Latu, 7.Hiroyuki Kajihara, 6.Hideo Kaneshiro, 6.Sam Kaleta, 4.Yoshihiko Sakuraba, 3.Kazuaki Takahashi, 2.Masahiro Kunda (cap.), 1.Osamu Ota - Non entrati : Yogi Nagatomo, Akira Yoshida, Tsutomu Matsuda, Kenichi Kimura, Eiji Hirotsu, Hirofumi Ouchi |

## In Galles
| Llanelli 29 settembre 1993 | Galles A | 61 – 5 | Giappone XV | Stradey Park |

| Dunvant 2 ottobre 1993 | Dunvant | 23 – 24 | Giappone XV | Broadacre |

| Abertillery 6 ottobre 1993 | East Wales | 38 – 12 | Giappone XV | Arbetillery Park |

| Narberth 9 ottobre 1993 | West Wales | 10 – 26 | Giappone XV | Lewis Lloyd Ground |

| Pontypridd 12 ottobre 1993 | Heineken Sel. XV | 10 – 39 | Giappone XV |  |

| Arbitro: | Ed Morrison |

| |            | |
| Gibbs 2, N. Jenkins Clement, Evans 2 Lewis, Moon, Rayer | mt         | Williams |
| N. Jenkins 5 | tr         | |
| 15.Tony Clement, 14.Ieuan Evans (cap.), 13.Scott Gibbs, 12.Neil Jenkins, 11.Nigel Walker, 10.Adrian Davies, 9.Rupert Moon, 8.Emyr Lewis, 7.Lyn Jones, 6.Stuart Davies, 5.Gareth Llewellyn, 4.Tony Copsey, 3.John Davies, 2.Andrew Lamerton, 1.Mike Griffiths - Sostituti: Mike Rayer, Roger Bidgood - Non entrati : Robert Jones, Hugh Williams-Jones, Garin Jenkins, Paul Arnold | Formazioni | 15.Tsutomu Matsuda, 14.Ian Williams, 13.Mitsuo Fujikake, 12.Eiji Kutsuki, 11.Yoshihito Yoshida, 10.Shinobu Aoki, 9.Yogi Nagatomo, 8.Sinali-Tui Latu, 7.Hirofumi Ouchi, 6.Sam Kaleta, 5.Bruce Ferguson, 4.Yoshihiko Sakuraba, 3.Kazuaki Takahashi, 2.Masahiro Kunda (cap.), 1.Osamu Ota - Non entrati : Ryuta Onitsuka, Tupo Fa'amasino, Tatsuya Maeda, Eiji Hirotsu, Masato Nakamura, Shuji Nakashima |